# Міхал Потоцький
Міхал Потоцький на Підгайцях (пол. Michał Potocki, пом. 1750/1749?) — шляхтич гербу Пилява, військовий і державний діяч Республіки Обох Націй (Речі Посполитої).

## Біографія
Син великого гетьмана коронного Фелікса Казімежа Потоцького та Кристини Любомирської (дочки гетьмана польського коронного Станіслава Єжи Себастьяна Любомирського). Онук Станіслава «Ревери» Потоцького та Зофії Каліновської, небіж польського гетьмана Анджея Потоцького.[джерело?]
Розпочав військову кар'єру біля батька, з 1687 року мав корогву гусарів. Наприкінці 1694 року, як і решта Потоцьких, був конкурентом волинського воєводи Яна Станіслава Яблоновського. У молодості — відомий авантюрист. Зокрема, 30 січня 1695 року був причиною гучного скандалу при дворі королеви. Напившись, взяв у руки «натуралії», показав їх також присутнім панам, кілька разів вдарив «натураліями» об стіл.
Брав участь у Підгаєцькій кампанії 8-9 вересня 1698 року. Після битви п'яний викликав з королівського намету литовського табору мальборського воєводу Яна Єжи Пшебендовського, замахнувся на нього обухом — той ледве відхилився, що могло потім призвести до конфлікту між польським та саськими відділками. Був відданий під суд, та після втручання матері, Ян Станіслав Яблоновський прийняв його перепрошення, і до очікуваного поєдинку з Я. Є. Пшебендовським не дійшло.
Посади: писар польний коронний (1714 р.), воєвода волинський (1726 р.), з 1686 року — староста красноставський, сокальський;[джерело?] посади відступив батько.
Був власником маєтностей: Чернелиця (протягом 3 років Чернелиця перебувала у підпорядкуванні Юзефа Станіслава Потоцького, який 1697 року відмовився від маєтку на користь Міхала Потоцького) та Михайлівка (село Брацлавського повіту)
Опікував єзуїтські колегіуми в Каліші, Луцьку, Красноставі. 
В 1706 р. в його маєтностях переховувалися ксьондзи й ченці з Луцького колегіуму, для якого в 1708 р. він здобув «лібертацію». 
8 вересня 1724 р. в костелі Сокаля урочисто коронували Сокальську ікону Матері Божої, домігся цього як «особливий добродій і синдик генеральної провінції руської», надав для цього кошти, 1724 р. разом з Юзефом Потоцьким придбали 2 золоті корони для ікони, 1732 р. придбав корону вартістю 100000 злотих. 1745 р. подарував колегіуму у Красноставі 300 книг в оправі. 
У вересні 1749 р. його стараннями в Луцьку коронували образ Матері Божої в костелі домініканців. 
Чимало посприяв розбудові дідичного Сендзішова.
Помер 2 грудня 1749, був похований у костелі капуцинів у Сендзішові.

## Сім'я
Перша дружина — Зофія Анеля Чарнецька (пом. 1724), донька польного писаря, канівського старости Стефана Станіслава Чарнецького гербу Лодзя; була похована в костелі в Красноставі. Діти:
- Францішек Ксаверій — сокальський староста
- Фелікс — красноставський староста, слоньський каштелян.

Друга дружина — Марціанна Оґінська (пом. 1766). Діти:
- Антоній — староста львівський, галицький
- Пйотр — люблінський каштелян, дідич «ключа» «Золотий Потік» (місто Янув, 17 сіл; Краківське воєводство), відомий своєю протиросійською позицією[13]
- Кристина
- Тереза — дружина великого гетьмана литовського Шимона Коссаковського
- Анна.